# Капел
Капел (на английски: Qu'Appelle River) е река в Южна Канада, провинции Саскачеван и Манитоба, десен приток на река Асинибойн, от системата на река Нелсън. Дължината ѝ от 435 км, ѝ отрежда 83-то място сред реките на Канада.
Река Капел изтича от контрастената на язовир Дифенбейкър, през който протича река Южен Саскачеван, на 554 м н.в. Тече в югоизточна посока до изтичането си от язовира Бъфало Пойнт (на 52 км северозападно от град Риджайна), завива на североизток, а на 38 км северно от Риджайна – на изток.
При град Форт Капел (1919 души, най-голямото селище по течението на реката), преминава през групата езера Фишинг и завива на югоизток, а след 55 км на изток. Последните 100 км тече на изток, минава през езерата Крукед и Раунд, навлиза в провинция Манитоба и след 15 км, при градчето Сейнт Лазар се влива отдясно в река Асинибойн, на 383 в н.в.
Площта на водосборния басейн на реката е 51 000 km2, които представляват 28% от водосборния басейн на река Асинибойн.
По-големи притоци на река Капел са: леви – Лун Крийк, Фезант Крийк, Капосвар Крийк; десни – Уаскана Крийк.
Среден многогодишен отток – 7,5 m3/s. Максимален през май, а минималния през март. Дъждовно-снегово подхранване. От началото на декември до началото на април река Капел замръзва.
През 1787 г. „Северозападната компания“, търгуваща с ценни животински кожи, основава в долното течение на реката селището Форт Есперанс, което през 1819 е изоставено поради неблагоприятното му разположение. През 1852 г. другата конкурентна компания „Хъдсън Бей“, в средното течение на Капел основава свое търговско селище (фактория) – днешния град Форт Капел.